# 北村友一
北村 友一（きたむら ゆういち、1986年10月3日 - ）は、中央競馬・栗東トレーニングセンターに所属する騎手。

## 来歴
2006年、2月に競馬学校を卒業し騎手免許を取得、田島良保厩舎所属騎手としてデビュー。同期の騎手には田中博康、的場勇人、黛弘人、田村太雅がいる。初年度は14勝を挙げ中央競馬関西放送記者クラブ賞を受賞した。
2007年、第1回新潟競馬において11勝、2着5回、3着3回の成績で初の開催リーディングジョッキーを獲得。10月8日京都12Rで走行妨害を受け落馬。当初JRAより頭部外傷と発表されたが、その後の精密検査で右手首骨折が判明。手術を受け年内復帰は絶望視されていたが、12月8日復帰、15日に復帰後初勝利を記録している。
2008年10月4日札幌3Rにて現役88人目となる通算100勝を達成、仲の良い藤岡佑介騎手がプラカードを持った。10月18日、デイリー杯2歳ステークスをシェーンヴァルトで制し、デビュー3年目にして重賞競走を初制覇した。また同馬にて翌年の皐月賞・東京優駿に騎乗し4着・6着と結果を残す。
2009年ミヤビランベリで目黒記念・七夕賞を優勝するなど、7月まで39勝を挙げる活躍を見せるも、7月19日札幌12Rにて落馬のため左上腕骨を骨折。12月12日の復帰まで長期休養となる。
2012年夏の小倉開催では北九州記念に優勝し、JRA通算300勝を達成するなど活躍したことが評価され、小倉ターフ賞を受賞した。2018年にも同賞を受賞している。2012年9月17日の阪神開催にて落馬し、右手を骨折。約2ヶ月半戦線を離脱した。
2013年11月2日、京都2Rでミンディに騎乗した際に内側に斜行し、オブシディアンの進路を妨害したため開催日4日間の騎乗停止となった。この処分が告げられた後、検量裁決室を退出する際に机を持ち上げて倒すという粗暴な行為を行ったことにより、更に開催日2日間の騎乗停止が加重制裁として科された。処分決定直後の行為による加重制裁に加え、物損行為に対する騎乗停止処分という点でも前代未聞の事態に発展した。
2017年2月12日、小倉7Rでプレスアテンションに騎乗し1着となり、現役34人目のJRA通算500勝を達成した。
2018年の全日本2歳優駿でノーヴァレンダに騎乗し優勝し、JpnI競走制覇を成し遂げた。
2019年の大阪杯でアルアインに騎乗、9番人気ながら最後の直線で馬群から鋭く抜け出し、2着キセキをクビ差退けて優勝。前年のGI制覇に続いて初のJRA・GI制覇を果たすと、秋華賞をクロノジェネシスで、阪神ジュベナイルフィリーズをレシステンシアで勝利し、1年間で中央GI3勝を挙げた。
2020年の宝塚記念と有馬記念でクロノジェネシスに騎乗しグランプリ春秋連覇を達成。
2020年12月1日、滋賀県米原警察署の一日署長に就任した。
2021年1月2日に一般女性と入籍することを発表した。
2021年5月2日、阪神競馬第2競走でジャグリングに騎乗し、向正面で他馬の斜行で落馬し、椎体骨折および右肩甲骨骨折と診断され手術を行い、後日に背骨8本以上の骨折が見られ、まともに歩けるようになるまで、かなりの日数を必要とするなどで、復帰まで1年以上かかることが発表された。
2022年5月17日に1年ぶりに調教騎乗を再開した。
2022年6月11日にレースに復帰し、同月26日阪神競馬第10競走・花のみちステークスをオーヴァーネクサスで制し、復帰後初勝利を挙げた。
2022年6月19日に第一子となる娘が誕生。
2023年8月13日、札幌6Rでナオミニデレデレヤに騎乗し、史上51人目・現役35人目となるJRA通算10000回騎乗を達成した。
2024年12月28日のホープフルステークスで2戦2勝のクロワデュノールに騎乗し勝利、2020年のクロノジェネシスで有馬記念を制して以来4年ぶりのGI勝利を果たす。
2025年6月1日に行われた第92回東京優駿でクロワデュノールに騎乗し優勝。皐月賞2着の雪辱を果たし、デビュー20年目でダービージョッキーの仲間入りを果たす。

## エピソード
- 上記の裁決室内に於ける出来事から、競馬ファンからは『机』の愛称で呼ばれることが多くなっている（競馬界に著名な「キタムラ」と「ユウイチ」が既に居るため、彼らと呼び分ける意味もある）。後年藤岡佑介がnetkeiba内で掲載しているコラム『with佑』に出演した際には北村自身この愛称について言及している。また親交のある安田翔伍師のTwitterには北村が机に手をかけている写真が投稿されていたり[21]、北村と共にオメガパフュームで平安ステークスを制した直後に安田が投稿したツイートには「#机」のハッシュタグが使われている[22]。

## 騎手成績
|               | 日付           | 競馬場・開催   | 競走名             | 馬名               | 頭数 | 人気 | 着順 |
| ------------- | -------------- | -------------- | ------------------ | ------------------ | ---- | ---- | ---- |
| 初騎乗        | 2006年3月4日   | 1回阪神3日3R   | 3歳未勝利          | ソリッドスウィート | 15頭 | 13   | 11着 |
| 初勝利        | 2006年3月19日  | 1回中京6日7R   | 4歳上500万円下     | ゴッドヘイロー     | 16頭 | 12   | 1着  |
| 重賞初騎乗    | 2006年12月3日  | 4回中京2日11R  | 中日新聞杯         | イーグルドライバー | 13頭 | 13   | 4着  |
| 重賞初勝利    | 2008年10月18日 | 4回京都3日11R  | デイリー杯2歳S     | シェーンヴァルト   | 12頭 | 3    | 1着  |
| GI初騎乗      | 2008年5月18日  | 2回東京8日11R  | ヴィクトリアマイル | タイキマドレーヌ   | 18頭 | 15   | 12着 |
| GI初勝利      | 2018年12月19日 | 10回川崎3日11R | 全日本2歳優駿      | ノーヴァレンダ     | 14頭 | 5    | 1着  |
| JRA・GI初勝利 | 2019年3月31日  | 2回阪神4日11R  | 大阪杯             | アルアイン         | 14頭 | 9    | 1着  |

| 年度   | 1着 | 2着 | 3着 | 騎乗数 | 勝率 | 連対率 | 複勝率 |                              |
| ------ | --- | --- | --- | ------ | ---- | ------ | ------ | ---------------------------- |
| 2006年 | 14  | 15  | 10  | 291    | .048 | .100   | .134   | 中央競馬関西放送記者クラブ賞 |
| 2007年 | 45  | 47  | 46  | 591    | .076 | .156   | .234   |                              |
| 2008年 | 53  | 59  | 53  | 730    | .073 | .153   | .226   |                              |
| 2009年 | 41  | 30  | 28  | 460    | .089 | .154   | .215   |                              |
| 2010年 | 53  | 54  | 52  | 682    | .078 | .157   | .233   |                              |
| 2011年 | 58  | 47  | 54  | 736    | .079 | .143   | .216   |                              |
| 2012年 | 54  | 59  | 53  | 647    | .083 | .175   | .257   | フェアプレー賞、小倉ターフ賞 |
| 2013年 | 52  | 48  | 54  | 657    | .079 | .152   | .234   |                              |
| 2014年 | 43  | 58  | 69  | 729    | .059 | .139   | .233   |                              |
| 2015年 | 29  | 40  | 43  | 556    | .052 | .124   | .201   |                              |
| 2016年 | 51  | 46  | 38  | 586    | .087 | .166   | .230   | フェアプレー賞               |
| 2017年 | 65  | 72  | 71  | 678    | .096 | .202   | .307   |                              |
| 2018年 | 90  | 84  | 64  | 733    | .123 | .237   | .325   | 小倉ターフ賞                 |
| 2019年 | 85  | 63  | 95  | 664    | .128 | .223   | .366   |                              |
| 2020年 | 58  | 59  | 70  | 557    | .104 | .210   | .336   |                              |
| 2021年 | 15  | 16  | 16  | 181    | .083 | .171   | .260   |                              |
| 2022年 | 14  | 23  | 16  | 236    | .059 | .157   | .225   |                              |
| 2023年 | 40  | 34  | 31  | 453    | .088 | .163   | .232   | フェアプレー賞               |
| 2024年 | 59  | 41  | 44  | 518    | .114 | .193   | .278   |                              |
| 2025年 | 31  | 30  | 16  | 266    | .117 | .229   | .289   |                              |
| 中央   | 950 | 925 | 923 | 10951  | .087 | .171   | .256   |                              |
| 地方   | 23  | 20  | 12  | 123    | .190 | .355   | .455   |                              |

出典：中央成績、地方成績

### 節目の記録
- 通算100勝 2008年10月4日札幌3R サラ3歳未勝利・ツーピース[25]
- 通算200勝 2010年11月6日京都4R サラ2歳未勝利・ゴールドブライアン[26]
- 通算300勝 2012年8月19日小倉3R サラ3歳未勝利・オウケンイチゲキ[27]
- 通算400勝 2014年8月24日小倉8R サラ3歳以上500万下・ゴダール[28]
- 通算500勝 2017年2月12日小倉7R サラ4歳以上500万下・プレスアテンション[29]
- 通算600勝 2018年7月1日函館7R サラ3歳以上500万下・ライオンボス[30]
- 通算700勝 2019年9月16日阪神5R 2歳新馬・ライティア[31]
- 通算800勝 2021年2月27日阪神10R マーガレットステークス・アスコルターレ[32]
- 通算900勝 2024年8月31日札幌3R 3歳未勝利 サウジアラビア賞・アラタマフェーヴル[33]
- 通算10000回騎乗 2023年8月13日札幌6R 3歳以上1勝クラス・ナオミニデレデレヤ[34]
- 通算1万1000回騎乗 2025年6月28日函館10R 洞爺湖特別・タイキラフター[35]

## 主な騎乗馬

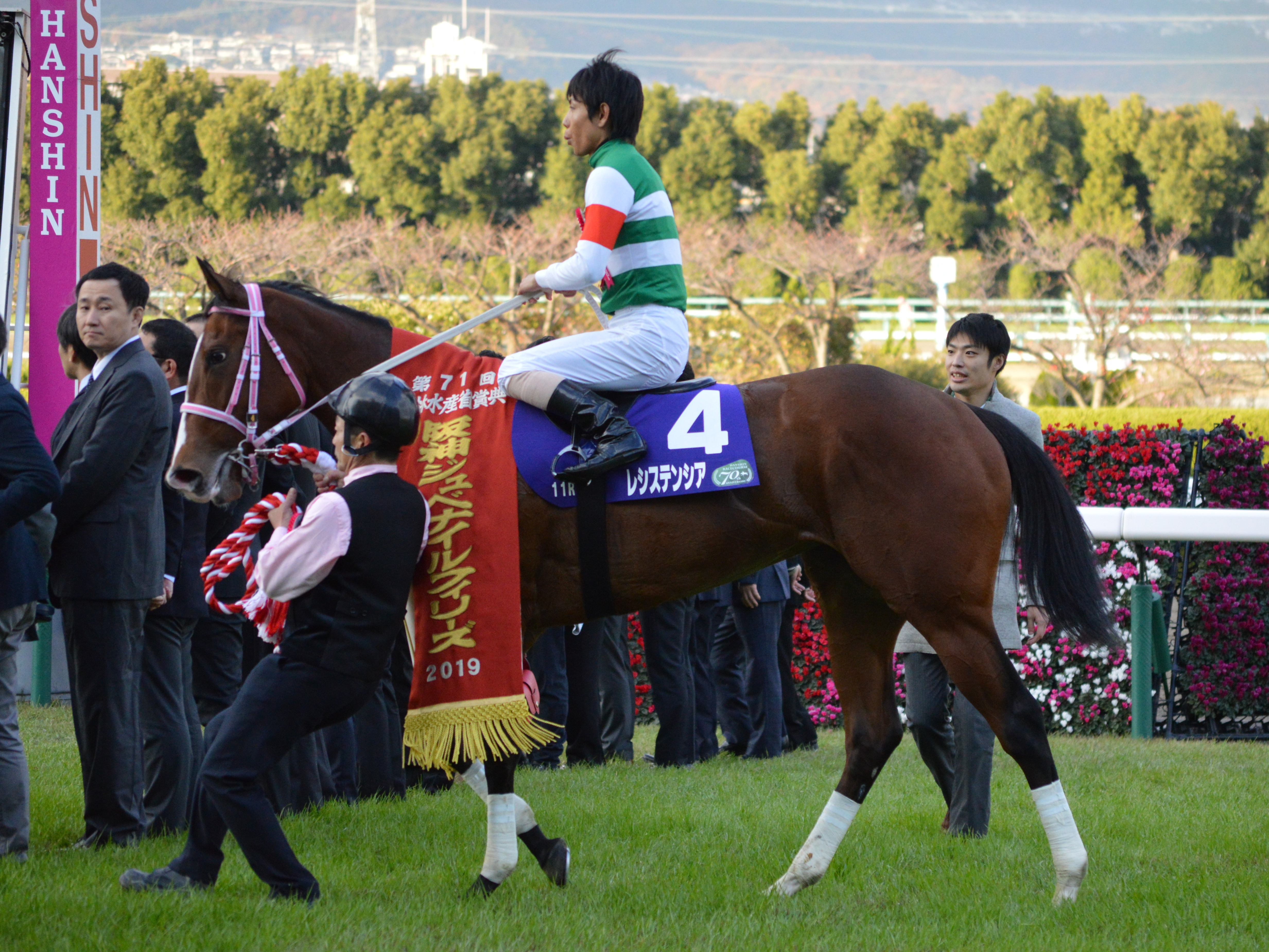
2019年阪神ジュベナイルフィリーズ
（騎乗馬レシステンシア）

### GI級競走優勝馬
太字はGI(JpnI)競走。
- ノーヴァレンダ （2018年全日本2歳優駿）
- クロノジェネシス （2019年クイーンカップ、秋華賞、2020年京都記念、宝塚記念、有馬記念）
- アルアイン （2019年大阪杯）
- レシステンシア （2019年ファンタジーステークス、阪神ジュベナイルフィリーズ、2021年阪急杯）
- ファッショニスタ （2020年JBCレディスクラシック）
- クロワデュノール（2024年東京スポーツ杯2歳ステークス、ホープフルステークス、2025年東京優駿）

### グレード制重賞優勝馬
- シェーンヴァルト（2008年デイリー杯2歳ステークス）
- ミヤビランベリ（2009年目黒記念、2009年七夕賞)
- エーシンホワイティ（2010年ファルコンステークス）
- ダノンヨーヨー（2010年富士ステークス）
- トウカイミステリー（2011年北九州記念）
- スギノエンデバー（2012年北九州記念）
- ヒットザターゲット（2013年京都大賞典）
- マコトブリジャール（2016年福島牝馬ステークス）
- ジューヌエコール (2017年函館スプリントステークス)
- シャイニングレイ (2017年CBC賞)
- リバティハイツ (2018年フィリーズレビュー)
- オウケンビリーヴ（2018年クラスターカップ）
- ダノンスマッシュ (2018年京阪杯、2019年シルクロードステークス)
- ヴァルディゼール (2019年シンザン記念)
- デュープロセス（2019年兵庫ゴールドトロフィー）
- オメガパフューム (2020年平安ステークス)
- サラキア（2020年府中牝馬ステークス）
- ラーゴム（2021年きさらぎ賞）
- ダノンマッキンリー（2024年ファルコンステークス）
- トータルクラリティ（2024年新潟2歳ステークス）
- シュヴァリエローズ （2024年京都大賞典、ステイヤーズステークス）
- ビッグシーザー（2024年京阪杯）
- ワイドラトゥール（2025年愛知杯）

### その他の競走馬
- ホッコーパドゥシャ（2009年福島民報杯）
- サンライズベガ

## 表彰
- 2006年中央競馬関西放送記者クラブ賞
- 2012年、2018年小倉ターフ賞
- 2012年、2016年、2023年フェアプレー賞